# Região de Planejamento do Baixo Turi
A Região de Planejamento do Baixo Turi é uma das 32 Regiões de Planejamento do Estado do Maranhão e localiza-se no noroeste do Estado, na divisa com o Pará. Apesar de seu nome estar diretamente ligado ao Rio Turiaçu, as cidades da região estão inseridas nas bacias hidrográficas do Gurupi e Maracaçumé, respectivamente, sendo estes seus principais rios.
Governador Nunes Freire é o maior município, bem como a cidade-sede da Região.

## Formação
A Região é formada sete municípios:
- Boa Vista do Gurupi
- Centro do Guilherme
- Centro Novo do Maranhão
- Governador Nunes Freire
- Junco do Maranhão
- Maracaçumé
- Maranhãozinho